# あんずちゃん
『あんずちゃん』は、田中しょうによる日本の漫画作品。『信濃毎日新聞』朝刊等地方紙に連載中。

## 概要
信濃毎日新聞2000年4月1日付朝刊より連載されている。小学生の里中あんずとその一家を中心とした面々による4コマ漫画である。
4コマ漫画誌など様々な雑誌に連載を持っていた田中しょうの現在の連載作品である。
2021年5月24日掲載分より、吹き出し内の台詞が手書きから活字（丸ゴシック体）に変更された。

## 登場人物

### 里中家
里中あんず
本作の主人公。小学生の女の子で、10歳である。勉強が苦手であるが、小学校の理科で学ぶ知識を活用する事がある。嗅覚が良く、自他共に認めている。
里中まいたけ
あんずとりんごの父で、一家の大黒柱。サラリーマン。趣味はゴルフ。
里中かりん
あんずとりんごの母で、専業主婦。優しいが怒ると怖い。特技は百人一首。
里中りんご
あんずの弟で、7歳である。泣き虫。
里中長十郎
あんずとりんごの祖父。よく頭髪の事をあんずに弄られる。散歩とパチンコが趣味。自動車の運転免許を持っていない。あんずが何かを羨ましがり、かりんにおねだりする時は他の物で楽しませようとするが、決まってあんずに愛想をつかされる。里中家で唯一血液型がO型である（他はB型）。
里中うめ
あんずとりんごの祖母。よく体型の事を弄られる。外来語が由来の名詞を頑なに日本語で言おうとする。
クリ
里中家の飼犬で、3歳である。
ユズ
里中家の飼猫で、オスである。

### その他
みかん
あんずの友達。絶対音感がある。
小川
あんずの友達。
ミカ
あんずの友達。彼女の父が会社の取締役である。
モモ
あんずの友達。携帯電話を所持している。
吉田
自宅の池で鯉を飼っている。